# Нови Дворови
Нови Дворови су мјесна заједница у сјеверноисточном дијелу Републике Српске у Босни и Херцеговини. Мјесна заједница Нови Дворови је настала након рата у Босни и Херцеговини, доласком великог броја избјеглог и расељеног становништва из општина које су припале Федерацији БиХ. Најновија је од укупно 66 мјесних заједница на подручју града Бијељине.
Нови Дворови се налазе у Семберији, равничарској области између Посавине, Подриња, Срема, Мачве и мајевичког подбрђа. Смјештена у североисточном дијелу Републике Српске, Нови Дворови налазе се у средишту између ријека Саве и Дрине и путева који преко Раче и Павловића моста из Србије воде у Бијељину и даље до Бањалуке и Источног Сарајева. Од центра града Бијељине насеље Нови Дворови је удаљено пет километара. На територији МЗ Нови Дворови послују многе фирме и практично се налази у трокуту путева у чијем се појасу налази индустријска зона.
На истоку се граничи са МЗ Дворови и МЗ Дијелови а на западу са МЗ Ново Село и МЗ Лединци.

## Настанак мјесне заједнице Нови Дворови
Процес оснивања мјесне заједнице Нови Дворови није текао брзо. Идеја о формирању МЗ појавила се у настојању да се новооснованом насељу, с обзиром на његову величину и положај, омогући боља организација и развој. Кључну улогу у томе одиграли су Миљан Бољановић, Милош Митровић и Срђан Љубоја, који су покренули иницијативу за оснивање.
Иако у почетку приједлог није наишао на подршку власти Републике Српске, након упорних залагања иницијатора, идеја је коначно прихваћена. Након што су општинске власти дале сагласност, поднесена је званична иницијатива Скупштини општине Бијељина, која је усвојена већином гласова.
Одмах након усвајања одлуке, расписани су избори за чланове мјесне заједнице. Први одбор МЗ чинили су управо њени оснивачи, који су предузели кораке за проналажење одговарајућег земљишта, а средства за његову куповину обезбијеђена су из општинског буџета. Убрзо је започета изградња Дома културе, спортских терена и игралишта за дјецу.
С обзиром на то да су становници Нових Дворова углавном били расељена лица која су због ратних дешавања морала напустити своје домове, формирање мјесне заједнице 2015. године представља један од бржих процеса организовања насеља у мјесну заједницу, нарочито у поређењу с другим срединама којима је за тај статус било потребно знатно више времена.

## Религија
У Новим Дворовима, се налази православна црква посвећена Светом Јовану Крститељу. Становништво је 99% православне вјероисповјести. Цркву је подигао ктитор храма Васо Закић у помен његовом страдалом сину. Ктитору храма Васу Закићу, уручено је високо одликовање цркве, Орден Светог Саве а мјесном свештенику јереју Жарку Лазаревићу право ношења црвеног појаса.

## Становништво
Велики број избјеглих Срба из бивших општина Сарајева и из других дијелова БиХ се од 2000. до 2010. досељавао у новоосновану мјесну заједницу Нови Дворови. Године 2015. грађани Нових Дворова подносе иницијативу у скупштини општине Бијељина са захтјевом да се оснује мјесна заједница. Недуго затим Нови Дворови су добили званично статус мјесне заједнице, а самим тим се кренуло и са уређењем саме мјесне заједнице и рјешавањем кључних проблема.